# Kvantummetrológia
A kvantummetrológia azt tanulmányozza, hogyan lehet különböző fizikai paramétereket nagy pontossággal megmérni olyan rendszerekkel, amelyeknek a leírásához kvantummechanikát kell használni, sokszor a kvantum-összefonódottságot felhasználva. A terület azt ígéri, hogy olyan mérési módszereket fejleszt ki, amelyek nagyobb pontosságot érnek el, mint a klasszikus módszerek. 
A kvantumhipotézis-teszteléssel együtt, a kvantum szenzorok elméleti modelljének alapját adja.

## Matematikai alapok
A kvantummetrológia egyik alapfeladata a {\displaystyle \theta } paraméter becslése unitér dinamika esetén
{\displaystyle \varrho (\theta )=\exp(-iH\theta )\varrho _{0}\exp(+iH\theta ),}
ahol {\displaystyle \varrho _{0}} a rendszer kezdeti állapota és {\displaystyle H} a rendszer Hamilton-operátora. A {\displaystyle \theta } paramétert a {\displaystyle \varrho (\theta )} állapoton való mérések alapján becsülik.
Tipikusan a rendszer több részecskéből álló összetett rendszer, és a Hamilton-operátor egyrészecskés operátorok összege
{\displaystyle H=\sum _{k}H_{k},}
ahol {\displaystyle H_{k}} a k. részecskén hat. Ebben az esetben nincs kölcsönhatás a részecskék között. Ilyenkor lineáris interferométerről beszélünk.
Az elérhető pontosságra a Cramér–Rao-határ ad alsó határt
{\displaystyle (\Delta \theta )^{2}\geq {\frac {1}{mF_{\rm {Q}}[\varrho ,H]}},}
ahol {\displaystyle m} a független ismétlések száma és {\displaystyle F_{\rm {Q}}[\varrho ,H]} a kvantum Fisher-információ.

## A paraméterbecslés pontosságának függése a részecskeszámtól és a zaj hatása
A kvantummetrológia egyik központi kérdése, hogy a paraméterbecslés pontossága, vagyis varianciája, hogyan függ a részecskeszámtól. Klasszikus interferométerek nem tudnak a shot-noise határnál jobb pontosságot elérni. Ezt gyakran Standard Kvantum Limitnek is hívják 
{\displaystyle (\Delta \theta )^{2}\geq {\tfrac {1}{mN}},}
ahol {\displaystyle N} a részecskeszám. 
A kvantummetrológia elérheti a Heisenberg-határt
{\displaystyle (\Delta \theta )^{2}\geq {\tfrac {1}{mN^{2}}}.}
De ha korrelálatlan zaj van jelen, akkor nagy részecskeszám esetén visszatér a shot-noise skálázás {\displaystyle (\Delta \theta )^{2}\propto {\tfrac {1}{N}}.}

## Kapcsolat a kvantuminformáció-tudománnyal
Erős kapcsolat van a kvantummetrológia és a kvantuminformáció-tudomány között. Kimutatták, hogy kvantum-összefonódásra van szükség ahhoz, hogy felülmúljuk a klasszikus interferometriát, ha a magnetrometriában teljesen polarizált spinegyüttest használunk magnetometriára. Bebizonyosodott, hogy hasonló összefüggés általában minden lineáris interferométerre érvényes, függetlenül a séma részleteitől. Továbbá egyre magasabb szintű többrészes összefonódásra van szükség a paraméterbecslés jobb és jobb pontosságának eléréséhez. Több kvantum szabadsági fok közötti összefonódottság  ("hiperösszefonódottság") is felhasználható a pontosság növelésére.

## Fordítás
- Ez a szócikk részben vagy egészben  a   Quantum metrology című angol Wikipédia-szócikk fordításán alapul.  Az eredeti cikk szerkesztőit annak laptörténete sorolja fel. Ez a jelzés csupán a megfogalmazás eredetét és a szerzői jogokat jelzi, nem szolgál a cikkben szereplő információk forrásmegjelöléseként.